# Julia (série de televisão de 1968)
Julia é uma sitcom de televisão americana e a primeira série semanal a estrelar uma mulher afro-americana em um papel não estereotipado. As séries de televisão anteriores apresentavam personagens principais afro-americanos, mas os personagens geralmente eram servos. O programa foi estrelado pela atriz e cantora Diahann Carroll e teve 86 episódios na NBC de 17 de setembro de 1968 a 23 de março de 1971. A série foi produzida pela Savannah Productions, Inc., Hanncarr Productions, Inc., e 20th Century-Fox Television.
Durante a pré-produção, o título da série proposto foi Mama's Man. A série estava entre as poucas comédias de situação no final dos anos 1960 que não usavam trilha de risadas; no entanto, a 20th Century-Fox Television adicionou um quando a série foi relançada para distribuição e retransmissão a cabo no final dos anos 1980.
Julia foi uma das primeiras aquisições feitas pela ASPiRE para sua temporada inaugural em 2012.

## Sinopse

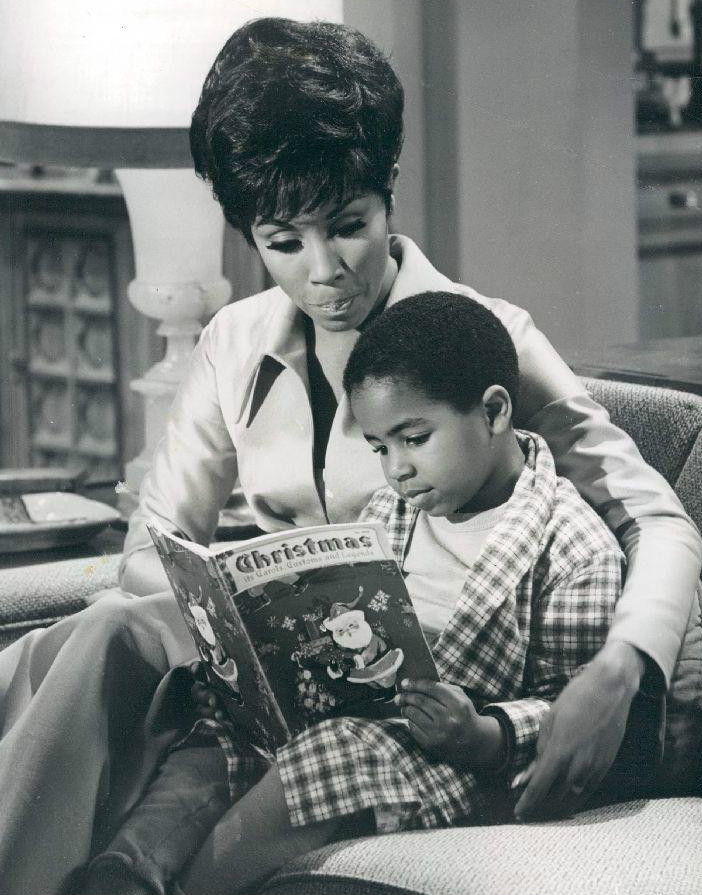
Julia e Corey em casa.

Em Julia, Carroll interpretou a mãe solteira viúva, Julia Baker (seu marido, o capitão do exército Baker, um piloto observador de artilharia O-1 Bird Dog foi abatido no Vietnã), que era enfermeira em um consultório médico em uma grande empresa aeroespacial. O médico, Morton Chegley, foi interpretado por Lloyd Nolan, e os interesses românticos de Julia por Paul Winfield e Fred Williamson. O filho de Julia, Corey (Marc Copage) tinha aproximadamente seis a nove anos durante a série. Ele mal conhecia seu pai antes de morrer. O melhor amigo de Corey era Earl J. Waggedorn, a quem Corey quase sempre se dirigia e se referia precisamente por seu nome completo, embora outros personagens (principalmente sua mãe) se referissem a ele simplesmente como Earl. Os Waggedorns moravam no andar de baixo, no mesmo prédio, com o pai, o policial Leonard (Hank Brandt), a mãe que fica em casa, Marie (Betty Beaird), e dois filhos, Earl e uma criança cujo primeiro nome nunca é revelado.
As duas primeiras temporadas incluíram a enfermeira Hannah Yarby (Lurene Tuttle), que saiu para se casar no início da terceira temporada, no momento em que o gerente da clínica, Brockmeyer, ordenou a redução do pessoal - e a remoção de minorias do emprego. (Chegley deixou Yarby ir, mas manteve Julia desafiando o decreto do gerente. Ela também foi mantida depois que Chegley lembrou a Brockmeyer que tal movimento era uma violação da Lei dos Direitos Civis, que tinha apenas cinco anos naquela época.) A segunda e a terceira temporada incluiu Richard (Richard Steele), um menino um ou dois anos mais velho que Corey. O tio de Chegley, Dr. Norton Chegley (também interpretado por Lloyd Nolan), fez três aparições. O primeiro episódio da série foi filmado em outubro de 1967, um ano antes de o piloto ser escolhido.

## Elenco
- Diahann Carroll como Julia Baker
- Marc Copage como Corey Baker
- Betty Beaird como Marie Waggedorn
- Ned Glass como Sol Cooper (17 episódios, 1968–1970)
- Janear Hines como Roberta (1970–71)
- Eugene Jackson como Tio Lou (1968–69)
- Michael Link como Earl J. Waggedorn
- Don Marshall como Ted Neumann (1968–70)
- Alison Susan Mills como Carol Deering
- Lloyd Nolan como Dr. Morton Chegley
- Mary Wickes como Melba Chegley (esposa do Dr. Chegley)
- Steve Pendleton como Sr. Bennett (6 episódios, 1968–1970)
- Eddie Quillan como Eddie Edson (17 episódios, 1968–71)
- Lurene Tuttle como Enfermeira Hannah Yarby (32 episódios, 1968–70)
- Hank Brandt como Leonard Waggedorn[3] (27 episódios, 1968–71)
- Fred Williamson como Steve Bruce (1970–71)
- Paul Winfield como Paul Cameron
- Diana Sands como Prima Sarah Porter (1970–1971)

## Controvérsia
Embora Julia seja agora lembrada como inovadora, durante sua execução ela foi ridicularizada pelos críticos por ser apolítica e irrealista. Diahann Carroll comentou em 1968: "No momento estamos apresentando o negro branco. E ele tem muito pouca negritude." Robert Lewis Shayon, do Saturday Review, escreveu que o "ambiente luxuoso e suburbano" de Julia estava "muito, muito longe das amargas realidades da vida negra no gueto urbano, o poço do potencial de explosão da América". "The Revolution Will Not Be Televised" de Gil Scott-Heron refere-se a Julia da mesma forma que Bullwinkle, o que implica que a personagem era uma espécie de desenho animado. Ebony publicou uma avaliação um pouco mais favorável do programa: "Como uma fatia da América Negra, Julia não explode na tela da TV com o impacto de um motim no gueto. Não é esse tipo de programa. Já que as redes tiveram uma erupção cutânea de programas que tratam dos problemas raciais do país, a alegre Julia proporciona um alívio bem-vindo, se é que, de fato, o alívio é aceitável nestes tempos difíceis." A série também foi criticada por telespectadores afro-americanos por retratar uma família negra órfã de pai devido à morte do pai no serviço militar americano. A exclusão de um protagonista negro, argumentou-se, "tornou a série mais segura" e "menos propensa a lidar com questões que poderiam incomodar os espectadores brancos".

## Avaliações da Nielsen
| Temporada    | Classificação      | Avaliação          |
| ------------ | ------------------ | ------------------ |
| 1) 1968–1969 | #7                 | 24.6               |
| 2) 1969–1970 | #28                | 20.1               |
| 3) 1970–1971 | Não está no Top 30 | Não está no Top 30 |

## Cancelamento
Julia foi bem avaliada nas duas primeiras temporadas, mas saiu dos 30 programas mais assistidos durante a terceira temporada. A série foi cancelada em 1971, supostamente por causa do desejo de Carroll e do criador da série e produtor executivo Hal Kanter de trabalhar em outros projetos. Kanter criou e produziu The Jimmy Stewart Show para a NBC na temporada seguinte.

## Prêmios e indicações
| Ano  | Associações              | Resultado | Categoria                                                                             | Nomeações |
| ---- | ------------------------ | --------- | ------------------------------------------------------------------------------------- | --- |
| 1969 | American Cinema Editors  | Indicado  | Melhor programa de televisão editado                                                  | John Ehrin (para o episódio "Mama's Man")                                                                                       |
| 1969 | Emmy Award               | Indicado  | Excelente desempenho individual de um ator coadjuvante                                | Ned Glass (Excelente desempenho individual de um ator coadjuvante "A Little Chicken Soup Never Hurt Anybody")                   |
| 1969 | Emmy Award               | Indicado  | Excelente desempenho contínuo de uma atriz em papel principal em uma série de comédia | Diahann Carroll; esta indicação fez de Carroll a primeira mulher afro-americana a receber uma indicação ao Emmy nesta categoria |
| 1969 | Emmy Award               | Indicado  | Excelente desempenho contínuo de um ator em papel principal em uma série de comédia   | Lloyd Nolan |
| 1969 | Emmy Award               | Indicado  | Excelente série de comédia                                                            | Hal Kanter |
| 1970 | Emmy Award               | Indicado  | Excelente desempenho de uma atriz coadjuvante em comédia                              | Lurene Tuttle |
| 1969 | Golden Globe Award       | Indicado  | Melhor série de televisão                                                             | - |
| 1969 | Golden Globe Award       | Venceu    | Melhor estrela de TV – Feminina                                                       | Diahann Carroll |
| 1970 | Golden Globe Award       | Indicada  | Melhor Atriz de TV – Musical/Comédia                                                  | Diahann Carroll |
| 1969 | Photoplay Magazine Medal | Venceu    | Atriz do Ano                                                                          | Diahann Carroll |
| 2003 | TV Land Awards           | Venceu    | Show inovador                                                                         | Diahann Carroll |